# William Napoléon Grove
René William Joseph Nolgrove, dit William Napoléon Grove ou simplement Grove, né le 5 juillet 1901 dans le 6e arrondissement de Paris et mort le 26 janvier 1975 à Cannes, est un dessinateur de presse et caricaturiste français, connu pour sa longue collaboration avec Le Canard enchaîné.

## Biographie
Son père, photograveur, a des origines britanniques, ce qui explique la consonance de ses prénom et nom. Doué en dessin, de caractère original et fantaisiste, il exerce d'abord divers emplois de bureau, mais fréquente assidument les milieux artistiques de Montparnasse. Son premier dessin est publié en 1919. Il abandonne alors son travail de bureaucrate pour se consacrer à la caricature. Il collabore à Marianne, à l'Œuvre, au Journal, au Rire. En 1923, il commence à travailler pour Le Canard enchaîné. Il signe alors ses dessins « W. N. Grove ». Le dessinateur du Canard Henri Monier ayant émis l'hypothèse, par plaisanterie, que ce N signifiait Napoléon, William Nolgrove adopte définitivement l'identité de William Napoléon Grove.
Il travaille également comme affichiste pour la Loterie nationale et pour le Crédit municipal. Mobilisé en 1939, il est fait prisonnier et reste dans un stalag près de Munich jusqu'en 1943. Après la Seconde Guerre mondiale, excepté des contributions à l'hebdomadaire Action, il ne collabore plus qu'au Canard, où son trait simplifié à l'extrême est devenu célèbre.